# Cousinia rhombiformis
Cousinia rhombiformis là một loài thực vật có hoa trong họ Cúc. Loài này được Winkl. & Strauss ex Winkl. mô tả khoa học đầu tiên năm 1897.